# Robert J. Glushko
Pour les articles homonymes, voir Glushko.
Robert J. Glushko, né en 1953, est un professeur de l'université de Californie à Berkeley ainsi qu'un théoricien de la théorie de l'information. Il est particulièrement connu pour son ouvrage The Discipline of Organizing publié en 2013.